# 对流层臭氧
在对流层裡存在的臭氧属于一种对生物有害的污染物，是光化学烟雾的组成部分之一（而平流层（臭氧层）中的臭氧则是对生物至关重要的紫外线吸收剂）。许多涉及化学能量快速转化的人类活动，如内燃机开动、复印机工作等等，都会产生臭氧，危害人类健康。经常用激光打印机将会有臭氧的气味，在高浓度时会中毒。臭氧（O3）是一种强氧化剂，容易与其他化学物质反应生成许多有毒的氧化物。
对流层从地球表面延伸至10~18千米高度（其厚度与纬度相关），内部又可分为许多层，而臭氧主要集中在混合层（即从对流层到平流层的过渡区）。而在混合层下方，也就是绝大多数生物生活的高度（距地面0~10千米），臭氧的浓度相对很低，但由于它容易对人类健康产生不良影响，因此是一个亟待解决的环保问题。  
对流层臭氧属于温室气体。臭氧容易和空气中的烃类气体（如甲烷等）发生氧化反应，因此空气中臭氧浓度的高低直接决定了上述烃类气体在空气中的存在时间。
如今人们已经可以利用人造卫星测量对流层臭氧的浓度。（ （页面存档备份，存于））针对地表臭氧浓度的测量需要利用原位监测技术。

## 形成
对流层臭氧主要来自光化学反应——当混合着各种氮的氧化物（NOx）、一氧化碳（CO）和挥发性有机化合物（VOC，如二甲苯）的空气在受到日光照射时，便会产生臭氧。氮氧化物和挥发性有机物因此被称为“臭氧前体”（ozone precursors）。汽车尾气、工业废气和化学有机溶剂是“臭氧前体”的主要人为排放源。尽管这些排放源大都集中在城市中，但一些物质（如氮氧化物）可以借助风力扩散到数百千米之外的人口稀疏区，在那里形成臭氧源。甲烷是对流层臭氧产生的另一元凶。这种挥发性有机物在大气层中的浓度在20世纪经历了大幅度增加，这大大加剧了对流层臭氧的形成，并且这种作用是全球性的，而氮氧化物和其他VOC的影响只是局部性的。由于上述区别，人们有时会特别使用“非甲烷VOC”（NMVOC）这一术语来特指除甲烷外的其他挥发性有机物。
对流层臭氧的形成需经历一系列复杂的化学反应，分别把一氧化碳和VOC氧化成二氧化碳和水蒸气。下面我们仅列出涉及一氧化碳的反应，涉及VOC的反应与这类似。氧化反应首先发生在一氧化碳和有机物的羟基之间。此过程中形成的游离氢原子迅速被氧化成过氧基HO2
OH + CO → H + CO2
H + O2 → HO2
紧接着，过氧基将NO氧化成NO2，NO2在阳光照射下会发生光解反应，释放出游离氧原子。最后，极不稳定的氧原子O和空气中的氧气分子O2化合，就生成了终产物臭氧。上述反应可表示为：
HO2 + NO → OH + NO2
NO2 + hν → NO + O
O + O2 → O3
上面一系列反应的实际效果是：
CO + 2O2 → CO2 + O3
此一化学方程式似乎表明HOx和NOx总量在反应前后未发生变化，而事实上上述过程还伴随着OH和NO2反应生成硝酸（HNO3），以及过氧基之间相互反应生成过氧化氢（即双氧水），这些反应都会逐步减少生成臭氧过程中催化剂的数量。有挥发性有机物参与的反应比上面的过程复杂得多，但对生成臭氧而言最关键的一步——过氧基将NO氧化成NO2——与上面的过程是相同的。 
另外，平流层臭氧的向下扩散流动也是对流层臭氧的重要来源之一，但这一来源相对前述人为贡献而言对人类的危害要小得多。

## 对健康的影响
对流层臭氧对人类健康的主要危害有：
- 刺激呼吸系统，导致咳嗽、喉咙痛、胸闷等不适；
- 损害肺功能，导致气喘、呼吸乏力，患者可能会因呼吸障碍而无法参加一些剧烈运动；
- 加重哮喘病情。当臭氧浓度高时，哮喘病人的急性发作和就诊率会随之上升，其原因之一就是在臭氧刺激下，人呼吸道对病原体的防御力会进一步下降，容易引发哮喘急性发作；
- 增加上呼吸道感染患病机率；
- 引起肺泡膜发炎、受损。在几天之内，被损坏的细胞会像晒黑后的皮肤一样脱落，直到新细胞长成。动物实验结果表明，如果这种情况长期得不到改变（可能是数月，数年，一生），可能会在肺组织中留下疤痕，导致肺功能受到永久损害，严重影响患者的生活质量。

有关组织对美国全国95个城市居民区中的住户进行了一次抽样调查，结果发现居住环境中的臭氧浓度与居民过早死亡率有密切关系。研究还指出，若城市中的臭氧浓度能下降三分之一，那么全美每年将可减少约4000例死亡。（研究报告见 Bell et. al, 2004，即 参考文献[1]，英文）。